# حديقة حي القادسية
حديقة حي القادسية هي حديقة تقع في المبرز، في محافظة الأحساء في المملكة العربية السعودية.
ومن المتوقع الانتهاء من تطويرها في الربع الأخير من العام الميلادي 2021.

## مُذكرة
في 18 محرم 1442هـ الموافق 6 سبتمبر 2020 تم توقيع مذكرتي شراكة وتعاون مع منشأتين وطنيتين؛ لتنفيذ مشروعي تطوير حديقة حي القادسية بمدينة المبرز وميدان طريق الأمير طلال بن عبد العزيز، وذلك من سعي من الأمانة إلى تعزيز شراكاتها ومبادراتها الداعمة لمشاركة القطاع الخاص، وتتضمن مذكرة الشراكة المتعلقة بتطوير حديقة القادسية العمل على تطوير الحديقة بمساحة 18200 ألف متر مربع وعناصرها الترفيهية والثقافية والاجتماعية والاستثمارية، والتي تشمل إنشاء مسطحات مائية ومسرح مُدرج وسينما خارجية، ومنطقة لعربات الطعام ونقاط استثمارية، وموقع للألعاب التفاعلية، المرافق الأساسية المساندة لتشغيل الحديقة، وتتركز الخطوات التطويرية للميدان الواقع بطريق الأمير طلال بن عبد العزيز، على تنفيذ العناصر التجميلية وتحسين المشهد الحضري للميدان.

## الموعد
في 13 سبتمبر، 2020، قال مدير إدارة الشراكة والمسؤولية الاجتماعية في أمانة الأحساء، عن الموعد المعتمد للإنتهاء من تطوير الحديقة، وذلك في الربع الأخير من العام الميلادي 2021، وقد تكلفت مؤسسة عبد المنعم الراشد الإنسانية بهذا المشروع.